# Buddha Promo
Buddha es un casete promocional del grupo de música blink-182 grabado en 1994 tras el original Buddha, lanzado para promocionar dicho disco. Este álbum fue lanzado después de Cheshire Cat y el material consiste en una serie de grabaciones procedentes de las sesiones Short Bus, algunas versiones de Cheshire Cat y futuras canciones que se incluirán en Dude Ranch, lanzado tres años después, en 1997. 

## Listado de canciones
1. "Princess Leia" - 3:28
2. "The Girl Next Door" - 2:32
3. "Strung Out" - 2:39
4. "Ben Wah Balls" - 3:51
5. "Does My Breath Smell?" - 2:34
6. "Voyeur" - 2:06
7. "Wasting Time" - 2:35
8. "Don't" - 2:23

## Créditos
- Tom DeLonge - guitarra y cantante
- Mark Hoppus - bajo y cantante
- Scott Raynor - batería

- Datos: Q8253369